# Кара-Тыт
Кара-Тыт (кирг. Кара-Тыт) — село в Аксыйском районе Джалал-Абадской области Кыргызстана. Входит в состав Ак-Жолского айылного аймака.

## География
Село расположено в южной части области, на левом берегу реки Кара-Суу, на расстоянии приблизительно 36 километров (по прямой) к востоку от города Кербен, административного центра района. Абсолютная высота — 653 метра над уровнем моря.

## Население
Согласно оценочным данным Национального статистического комитета Кыргызской Республики, численность населения села на начало 2023 года составляла 258 человек.
| год     | 2009 | 2014 | 2015 | 2020 | 2021 | 2023 |
| ------- | ---- | ---- | ---- | ---- | ---- | ---- |
| человек | 244  | 201  | 213  | 251  | 256  | 258  |